# 능동태
능동태(能動態,active voice)는 글의 형태 중의 하나로, 주어가 어떠한 능동적인 행동을 하였을 때, 서술어의 상태를 의미한다. 영어 및 대부분의 다른 인도 유럽어를 포함한 여러 언어에서 사용되며 이 언어들에서 동사는 일반적으로 동사의 주어가 명명된 동작을 수행할 때 능동태로 사용된다.
능동태는 주제가 주 동사의 대리인을 나타내는 절에 사용된다. 즉, 주어는 동사의 지정된 동작을 수행한다. 행위자가 문법적 주어로 표시된 절을 능동절이라고 한다. 반면에 주어가 피동작주나 주제의 역할을 하는 절은 수동절이라 하고 그 동사는 수동태로 표현한다. 많은 언어에는 능동태와 수동태가 모두 있으며 문장 구성에 더 큰 유연성을 허용한다.
비인칭 동사가 포함된 절에서 동사는 능동형이지만 행위자를 명시하지 않는다.

## 같이 보기
- 수동태